# Хуго фон Тур
Хуго фон Тур (на френски: Hugues III ou Hugo; на немски: Hugo von Tours; * ок. 780; † 20 октомври 837, погребан в Монца) е граф на Тур и Санс и фогт на женския манастир Ст-Жулиен-д’Оксер. Произлиза от линията Луитфриди на род Етихониди от Елзас.

## Биография
Син е на граф Хаихо от род Етихониди и праправнук на Етихо от Елзас. Той е родоначалник на Лиутфридите, графове в Зундгау, странична линия на Етихонидите.
Хуго има собственост в Елзас. По времето на император Лудвиг Благочестиви той е граф в Тур в Графство Тур през 828 г. и граф на Графство Санс.
През 811 г. той е един от императорските пратеници на Карл Велики в Константинопол. През 821 г. Хуго омъжва дъщеря си Ирмингард за внукът на Карл Велики, по-късният император Лотар I. През 824 г. участва в поход против бретоните. През 826 г. той и граф Матфрид от Орлеан са придружители на императрица Юдит при кръщението на датския крал Харалд Клак в Ингелхайм.
През 827 г. той ръководи франкската войска в похода стрещу маврите в областта Барцелона. Заради късното му пристигане е неречен Боязливи, свален е през 828 г. на събранието в Аахен и загубва владенията си. Той отива в Италия и остава под покровителството на зет си Лотар I като един от най-важните благородници в Италия. Става „dux de Locate“, херцог на кралския чифлик Локате ди Триулци при Милано. През 835 г. на Хуго се връщат владенията му в Елзас.
Хуго фон Тур умира на 20 октомври 837 г. и е погребан в църквата на Монца.

## Деца
Хуго и съпругата му Ава († ок. 840) имат най-малко пет деца:
- Ирмингард (* ок. 805, † 20 март 851 г.) ∞ 821 г. за Лотар I, крал на Среднофранкското кралство
- Аделхайд († сл. 866) ∞ I Конрад I граф в Аргенгау и Линцгау († 863) (Велфи), ∞ II Робер Силни (X 866) граф на Париж (Робертини)
- Лиутфрид I (* ок. 800/805, † 865/866) граф на Тур, абат на Мюнстер-Гранфелден ∞ NN
- Берта (* ок. 805, † сл. 870), ∞ 819 Герхард II (* 800, † 878/879) граф на Париж, граф (dux) на Виен (Матфриди)
- Хуго († пр. 25 януари 835) погребан в San Ambrogio в Милано